# Faye Emerson
Faye Emerson (ur. 8 lipca 1917, zm. 9 marca 1983) – amerykańska aktorka filmowa i telewizyjna.

## Filmografia
Seriale:
- 1948: The Philco Television Playhouse
- 1948: Studio One jako Melissa
- 1951: Goodyear Television Playhouse
- 1953: The United States Steel Hour jako Dorothy Hilton

Film:
- 1941: Nine Lives Are Not Enough jako Rose Chadwick
- 1943: Cel: Tokio jako Pani Cassidy
- 1943: Mściwy jastrząb jako siostra por. Radera
- 1945: Hotel Berlin jako Tillie Weiler
- 1950: Guilty Bystander jako Georgia

## Wyróżnienia
Posiada dwie gwiazdy na Hollywoodzkiej Alei Gwiazd.